# 天然素材でいこう。
『天然素材でいこう。』（てんねんそざいでいこう）は、麻生みことによる日本の漫画作品。
『LaLa DX』（白泉社）にて、1995年1月10日号から2002年7月号に連載。全40話。単行本は花とゆめコミックスから全10巻、白泉社文庫から全5巻が発売された。作者にとって初のコミックス作品。

## あらすじ
女子高生・二美は、秀才やスポーツ万能の友人たちからも一目置かれるほど自然体で、学年一の美少年・高雄と付き合い始める。二美に想いを寄せる三千院や、高雄を慕う千津が現れる中、互いにさまざまな感情を抱き、発見しながら成長していく。

## 主な登場人物
亀岡 二美（かめおか ふたみ）
高校2年生。何のとりえもないが、友人の美晴や理々子にはその自然さで一目置かれている。
高雄 勇（たかお いさむ）
学年一の美少年。バスケットボール部のエース。
三千院 真（さんぜんいん まこと）
二美の同級生。学年のプレイボーイとして名を馳せているが、幼い頃から二美を慕っている。
一乗寺 春彦（いちじょうじ はるひこ）
二美のアルバイト先の先輩。二美には「なるさん」と呼ばれる。
嵐山 美晴（あらしやま みはる）
二美の友人。県でも上位に数えられる短距離走のスプリンター。
北大路 理々子（きたおおじ りりこ）
二美の友人。成績は常に学年上位の才女。
伏見 千津（ふしみ ちづ）
高雄を慕う後輩。二美をライバル視する。

## 書誌情報
麻生みこと 『天然素材でいこう。』白泉社
- 〈花とゆめコミックス〉全10巻 
  1. 1996年4月10日初版発行 ISBN 4-592-11298-9
  2. 1997年4月10日初版発行 ISBN 4-592-12751-X
  3. 1997年10月10日初版発行 ISBN 4-592-12329-8
  4. 1998年7月10日初版発行 ISBN 4-592-17374-0
  5. 1999年1月10日初版発行 ISBN 4-592-17375-9
  6. 1999年12月10日初版発行 ISBN 4-592-17376-7
  7. 2000年10月10日初版発行 ISBN 4-592-17377-5
  8. 2001年9月10日初版発行 ISBN 4-592-17064-4
  9. 2002年4月10日初版発行 ISBN 4-592-17065-2
  10. 2002年10月10日初版発行 ISBN 4-592-17066-0

- 〈白泉社文庫〉全5巻[1]
  1. 2008年1月11日発売 ISBN 978-4-592-88545-0
  2. 2008年1月11日発売 ISBN 978-4-592-88546-7
  3. 2008年3月14日発売 ISBN 978-4-592-88547-4
  4. 2008年5月15日発売 ISBN 978-4-592-88548-1
  5. 2008年7月15日発売 ISBN 978-4-592-88549-8